# Mesembrinella facialis
Mesembrinella facialis är en tvåvingeart som beskrevs av Aldrich 1922. Mesembrinella facialis ingår i släktet Mesembrinella och familjen spyflugor. Inga underarter finns listade i Catalogue of Life.